# Can Cueta
Can Cueta és una obra de Santa Pau (Garrotxa) inclosa a l'Inventari del Patrimoni Arquitectònic de Catalunya.

## Descripció
Can cueta és una petita casa del Barri de Cases Noves. De planta rectangular, disposa de baixos i un pis superior. Actualment conserva vistos els grans carreus de les obertures. A la llinda d'una finestra del primer pis, hom hi pot llegir: "...86 CASA DE PERE BOXEDA"

## Història
La vila de Santa Pau deu la gran empenta constructiva als seus barons. A finals de l'època feudal (s.XIV i XV) es va bastir tot el reducte fortificat: muralles, castell, plaça Major o Firal dels Bous, casals,...etc. Poc després es va bastir la Vila Nova, fora muralles, al volt de la Plaça de Baix; cal destacar els grans casals de Can Cortada i Can Daniel. Al segle xviii es construïren les cases del carrer del Pont i les del carrer de Sant Roc. En el decurs del segle passat es construïren les del carrer Major.